# Giuseppe Giammarinaro
Giuseppe Giammarinaro, detto Pino (Salemi, 6 gennaio 1946) è un politico e imprenditore italiano.

## Biografia
Carpentiere e imprenditore dell'edilizia. Aderisce alla Democrazia Cristiana trapanese diventando rappresentante dei giovani democristiani. Vicino agli esattori di Salemi Ignazio e Antonino Salvo, risultati legati a Cosa Nostra, viene nominato prima presidente dell'ospedale della sua città e nel 1985 presidente del comitato di gestione dell'Unità sanitaria locale numero 4 di Mazara del Vallo, comprendente anche i comuni di Salemi e Castelvetrano.

### La politica
È stato esponente della corrente andreottiana della DC nella Provincia di Trapani tra gli anni '80 e '90. Nel 1991 si candida per un seggio all'Assemblea Regionale Siciliana al numero 4 della lista. È il primo eletto, ottenne il 46% di voti della lista, superando i tre deputati regionali uscenti. Primatista nella circoscrizione della Provincia di Trapani è stato così eletto deputato regionale nelle file della DC riportando, infatti, 50.264 voti su 109.261 di lista. Lo stesso Giulio Andreotti, allora presidente del Consiglio, venne a comiziare a Trapani per sostenere la sua candidatura.
Raggiunto da un mandato di arresto nel 1994, viene sospeso dalla carica di Deputato regionale ai sensi della legge n. 55 del 1990 (e successive modifiche ed integrazioni) il 21 gennaio 1995 e, quindi, viene sostituito da Danila Amabile.

### Procedimenti giudiziari
Nel 1994 viene colpito da due mandati di cattura uno per concorso esterno in associazione mafiosa e uno per corruzione e concussione: il primo spiccato dalla Direzione Distrettuale Antimafia di Palermo, l'altro dalla Procura della Repubblica di Marsala. Sfuggito alla cattura, resta latitante in Croazia e si costituisce dopo quasi due anni, alla frontiera italo-slovena.
Per i reati di corruzione, concussione, associazione per delinquere e abuso d'ufficio, riconosce la colpevolezza e patteggia la pena di un anno e 10 mesi, risarcendo l'AUsl di Mazara del Vallo con la somma di 200 milioni di lire.
Il processo per associazione esterna alla mafia si concluse con l'assoluzione, in quanto non fu dimostrata dal Tribunale di Palermo la sua colpevolezza.
Nel 2000, fu lo stesso Pubblico Ministero Antonio Ingroia a chiederne l'assoluzione dai capi di imputazione non essendo stata acquisita nel processo la prova circostanziata in ordine a condotte specifiche di favoritismo poste in essere dall'imputato verso Cosa nostra.
Per il magistrato «questo processo rappresenta emblematicamente la distanza della verità processuale dalla realtà delle cose, a causa della modifica costituzionale del cosiddetto giusto processo» di cui all'articolo 111.
In particolare, il Giammarinaro era stato accusato da alcuni collaboratori di giustizia e da un testimone-imputato di reato connesso che, al pari di altri due pentiti, si avvalse della facoltà, prevista dalla nuova legge, di non rispondere poi innanzi al giudice per confermare quanto, invece, aveva dichiarato in precedenza.
Viene però sottoposto alla misura di prevenzione di quattro anni di sorveglianza speciale, con l'obbligo di soggiorno nel comune di Salemi perché‚ indiziato di appartenere alla organizzazione criminosa.
Il 17 maggio 2011 la sezione anticrimine della Questura di Trapani e la Guardia di Finanza gli sequestra un patrimonio di 35 milioni di euro

### Il ritorno in politica
Nell'aprile 2001 aderisce a Democrazia Europea. Tenta di candidarsi alle elezioni politiche senza riuscire a farlo, consentendo comunque all'elezione dell'unico senatore di Democrazia Europea il Senatore Giuseppe Ruvolo di Ribera.
Due mesi dopo, si avvicina alle posizioni del candidato a presidente della Regione Siciliana Salvatore Cuffaro e aderisce alla lista Biancofiore dove si candida alle elezioni regionali sfiorando l'elezione con oltre 9 000 voti in provincia di Trapani. Aderisce poi all'UDC.
Nel 2008, torna sulla scena politica sponsorizzando la candidatura all'Assemblea Regionale Siciliana, risultata poi vincente, del medico Pio Lo Giudice con l'UDC.
Nello stesso anno, propone a sindaco di Salemi il critico d'arte Vittorio Sgarbi con il sostegno della Democrazia Cristiana del sottosegretario Giuseppe Pizza e del deputato Alberto Alessi, dell'UDC e di una lista civica. Nel 2010 Lo Giudice rompe con Giammarinaro e passa al gruppo misto.
Il mensile I Love Sicilia, nello stilare nel 2010 una classifica tra le 100 personalità più potenti della Sicilia, ha posizionato Giuseppe Giammarinaro al 70º posto.
Nel 2011 Giammarinaro segue Saverio Romano nel PID.
Il 22 febbraio 2018 viene prima arrestato dai Carabinieri di Salemi poi scarcerato dal Tribunale di Marsala. Il Giudice ha ritenuto l’illegittimità dell’arresto in relazione ad uno dei due addebiti mossi nei confronti dell’ex deputato regionale, e cioè quello di non avere con sé la carta precettiva, ragion per cui la misura non è stata convalidata. Quanto al secondo addebito, la violazione della prescrizione che gli vieta di accompagnarsi con pregiudicati, il Giudice ha ritenuto la mancanza indizi per ritenere sussistente l’infrazione contestata.